# Capella de Crist Rei de l'Hospital Militar Pagès
La capella de Crist Rei de l'Hospital Militar Pagès se situa a l'interior de l'Hospital Militar Pagès de Melilla, Espanya. Es tracta del vuitè pavelló -comptat des de la porta principal- que està situat al costat del mur que separa l'Hospital Militar del carrer Zoco -que és la continuació del carrer Marquès dels Vélez-. La capella va ser construïda entre els anys 1939 i 1941 per l'enginyer militar D. Luis Siera Miralles.

## Interior
Presenta tres naus, i el seu aspecte interior recorda les basíliques de Roma pel seu sentit de la proporció i ritme clàssic. La nau central, més àmplia i alta que les laterals, se separa d'aquestes per arcs de mig punt recolzats en columnes sobre alts basaments, coronats per capitells corintis de pedra. La seva coberta és plana, decorada amb casetons i en el del nivell de les naus laterals s'obren claraboies circulars, el ritme de la qual es continua en els medallons de la capçalera. El presbiteri és molt senzill i lleugerament més elevat, alçant-se enfront d'ell una tribuna amb balconet convex tancat per muralleta de fusta amb enreixat clàssic.

## Exterior
En l'exterior l'església queda completament aïllada, com un pavelló més dels molts que componen aquest hospital, però ressaltat per la seva situació i per la seva rematada, ja que les naus laterals es cobreixen amb terrasses limitades per balaustrades, destacant entre elles el cos de la nau central amb coberta de teula i espadanya d'una obertura entre aletons corbs i dobles pilastres que sostenen el frontó segmental recolzant una creu.
Limitada per contraforts s'obre una portada d'arcs de mig punt, entre pilastres amb grans mènsuless que sostenen un frontó triangular i rosassa a la zona superior.